# حسن تشاكتامي
حسن تشاكتامي (مواليد 14 ديسمبر 1988) هو ملاكم تونسي، مثّل بلاده في الألعاب الأولمبية الصيفية 2016.

## روابط خارجية
حسن تشاكتامي على موقع أوليمبيديا (الإنجليزية)